# Severina Vučković
Severina Kojić (rojena Vučković, bolj poznana samo pod svojim imenom Severina, dostikrat imenovana tudi Seve nacionale), hrvaška pevka zabavne glasbe, * 21. april 1972, Split (Hrvaška).
Velja za eno največjih pop ikon na ozemlju jugoslovanskih republik.
Leta 2006 je Hrvaško zastopala na izboru za pesem Evrovizije v Atenah. Pela je skladbo "Moja štikla" in si delila 12. mesto s popularno makedonsko pevko Eleno Ristesko, ki je pela skladbo "Let my Love You".
Je ena najbolj prepoznavnih in najboljših pevk zabavne glasbe na Balkanu ter dobitnica številnih nagrad.
Znana je po številnih pesmih, kot so na primer Uno momento, Italiana, Otrove (21. stoletje), Djevojka sa sela, Dalmatinka, Virujen u te,  Paloma nera (20. stoletje) in še mnoge druge.
Dobila je nagrado "Zlatna ptica" za najbolj prodajano izvajalko desetletja na Hrvaškem. Leta 2015 je bila najbolj iskana oseba na Googlu na Hrvaškem in v Sloveniji.
Severina je svojo kariero začela že v poznih osemdesetih letih dvajsetega stoletja, ko je sodelovala na različnih lokalnih festivalih in natečajih. Eden izmed prelomnih nastopov je bil nastop v rodnem Splitu, leta 1989. Leto kasneje se je preselila v hrvaško prestolnico, kjer je dobila nagrado, ta je pa vodila do izdaje njenega debitanskega albuma. Eno leto je vodila tudi oddao Top Cup na nacionalni radio-televiziji Hrvaške. 
Kmalu je že sledila prva turneja, s tem so pa nastajali tudi njeni hiti, ki so aktualni še danes. Nekatere izmed najpopularnejših, hkrati pa tudi najpomembnejših pesmi, ki so zapečatile njeno kariero, so Tvoja prva djevojka, Kad si sam, Dalmatinka, Trava zelena, Ja samo pjevam, Paloma nera, Prijateljice in še mnoge druge. Vse te pesmi so nastale v devetdesetih letih 20. stoletja.
Skupno je izdala že več kot 10 albumov. Eden izmed popularnejših je bil Dobrodošao u klub, ki je izšel leta 2012. Severina je takrat požela veliko uspeha, glasbena turneja se je začela marca 2013 v hrvaški Reki, konačala pa decembra istega leta v Splitu. To turnejo je videlo več kot 100 tisoč ljudi. V Ljubljani je nastopila 30. maja, in sicer v Areni Stožice. Drugi kraji, kjer je še predstavila omenjeni album, so bili (po kronološkem zaporedju) Portorož, Velika Polana in Prevalje.
Zadnja turneja, ki se je imenovala Magic Tour, je bila leta 2019. Pri tej turneji je v ozadju sodelovalo tudi kar nekaj slovenskih imen, kot je na primer Nejc Levstik, Matic Zadravec ... V Ljubljani je nastopila 21. decembra 2019, koncert pa je trajal dve uri in pol.